# Kõveriku
Koordinaten: 58° 58′ N, 26° 49′ O
Kõveriku ist ein Dorf (estnisch küla) in der Landgemeinde Avinurme (Avinurme vald). Es liegt im Kreis Ida-Viru (Ost-Wierland) im Nordosten Estlands.
Das Dorf hat 44 Einwohner (Stand 2010).